# کالینز (نام خانوادگی)
کالینز (به انگلیسی: Collins) یک نام خانوادگی است. افراد سرشناس با این نام از این قرارند:
- آرتور ادوارد جیمز کالینز، کریکت‌باز و نظامی اهل انگلستان
- آلبرت کالینز، خواننده و نوازندهٔ گیتار الکتریک سبک بلوز
- آلن کالینز (۱۹۵۲ – ۱۹۹۰)، موسیقی‌دان اهل ایالات متحده آمریکا
- آیلین کالینز، فضانورد و فرمانده فضاپیمای ناسا
- استیون کالینز، هنرپیشه اهل ایالات متحده آمریکا
- ایان کالینز (تنیس‌باز)، (۱۹۰۳–۱۹۷۵)، تنیس‌باز اهل بریتانیا
- بابی کالینز (۱۹۳۱ – ۲۰۱۴)، بازیکن فوتبال اهل بریتانیا
- بیل کالینز (۱۹۲۸ – ۲۰۰۶)، گلف‌باز
- بیلی کالینز، شاعر و نویسنده آمریکایی قرن بیستم
- پائولین کالینز، هنرپیشه انگلیسی
- پاترسیا هیل کالینز، جامعه‌شناس اهل ایالات متحده آمریکا
- پاتریک کالینز، بازیگر پورنوگرافی اهل ایالات متحده آمریکا
- پترا کالینز، عکاس و هنرمندی اهل تورنتوی کانادا
- پل کالینز، هنرپیشه و صداپیشه اهل بریتانیا
- جان کالینز (بازیکن فوتبال، زاده ۱۹۶۸)، بازیکن سابق و مربی اهل اسکاتلند
- جسی کالینز، هنرپیشه اهل ایالات متحده آمریکا
- جسیکا کالینز، هنرپیشه اهل ایالات متحده آمریکا
- جکی کالینز، رمان‌نویس اهل بریتانیا
- جوآن کالینز، هنرپیشه و مدل اهل بریتانیا
- جودی کالینز، موسیقی‌دان اهل ایالات متحده آمریکا
- جولی کالینز، بازیگر کانادایی
- جیسون کالینز، بازیکن حرفه‌ای بسکتبال آمریکایی
- جیمز کالینز (بازیکن فوتبال، زاده ۱۹۸۳)، بازیکن فوتبال اهل ولز
- جیمی کالینز (۱۹۱۱ – ۱۹۸۳), بازیکن فوتبال اهل بریتانیا
- داگ کالینز (بازیکن بسکتبال)، ورزشکار اهل ایالات متحده آمریکا
- داگ کالینز، نمایندهٔ مجلس نمایندگان ایالات متحده آمریکا
- دین کالینز، بازیگر آمریکایی
- ری کالینز (هنرپیشه)، (۱۸۸۹ – ۱۹۶۵)، هنرپیشه اهل ایالات متحده آمریکا
- ساموئل کالینز (فیزیکدان)، فیزیک‌دان
- سندی کالینز (تنیس‌باز)، تنیس‌باز اهل ایالات متحده آمریکا
- سوزان کالینز (سیاستمدار), سناتور ایالت مین در سنای ایالات متحده آمریکا
- سوزان کالینز (نویسنده)، نویسنده تلویزیونی و رمان‌نویس آمریکایی
- شرلی کالینز، موسیقی‌دان
- فرانسیس کالینز، متخصص ژنتیک و پزشک آمریکایی
- فیل کالینز، موسیقیدان، بازیگر، خواننده و تهیه کنندهٔ موسیقی انگلیسی
- کارلی اسکات کالینز، هنرپیشه و صداپیشه اهل ایالات متحده آمریکا
- کارینا کالینز، بازیگر پورنوی آمریکایی
- کریس کالینز (خواننده)، موسیقی‌دان اهل ایالات متحده آمریکا
- کریس کالینز، نمایندهٔ مجلس نمایندگان ایالات متحده آمریکا
- کریستوفر کالینز (۱۹۴۹ – ۱۹۹۴)، هنرپیشه اهل ایالات متحده آمریکا
- کلیفتن کالینز جونیور، بازیگر آمریکایی
- گری کالینز (هنرپیشه)، (۱۹۳۸ – ۲۰۱۲)، هنرپیشه، بازیگر سینما، و مجری اهل ایالات متحده آمریکا
- لوئیس کالینز (۱۹۴۶ – ۲۰۱۳)، هنرپیشه اهل بریتانیا
- لورن کالینز، هنرپیشه اهل کانادا
- لیسا کالینز، هنرپیشه اهل استرالیا
- لی‌لی کالینز، بازیگر سینما و تلویزیون، مدل و مجری تلویزیونی اهل انگلستان
- مایکل کالینز (بازیکن فوتبال، زاده ۱۹۷۷)، بازیکن فوتبال اهل بریتانیا
- مایکل کالینز (بازیکن فوتبال، زاده ۱۹۸۶)، بازیکن فوتبال اهل بریتانیا
- میشا کالینز (متولد ۱۹۷۴)، بازیگر آمریکایی
- میشل کالینز، هنرپیشه، مجری تلویزیون اهل بریتانیا
- نیکلاس کالینز، آهنگساز اهل ایالات متحده آمریکا
- ویلکی کالینز، رمان‌نویس، نمایشنامه‌نویس و نویسنده داستان‌های کوتاه انگلیسی
- ویلیام کالینز، شاعر انگلیسی
- الیزابت کولینز،
- بکی کولینز،
- کیم کولینز،
- مایکل کولینز (رهبر ایرلندی)،
- مایکل کولینز (فضانورد)،